# 유럽잎가락도마뱀붙이
유럽잎가락도마뱀붙이(Euleptes europaea)는 유러피안 리프토 게코(European leaf-toed gecko)라고도 부르며, 프랑스, 이탈리아, 튀니지, 지중해의 섬들의 해안가에 서식하는 땅딸이도마뱀붙이과의 일종이다. 바위로 뒤덮인 지역, 해안가에 서식한다.

## 형태
유럽잎가락은 8 cm까지 자랄 수 있지만 보통은 6 cm까지 자란다. 머리는 마름모꼴이고, 넓적하고 조금 납작하며, 큰 눈의 동공은 세로로 찢어져있다. 몸뚱이는 꽤나 통통하고 사지는 몸에 비해 짧뚱하다. 사각형 발가락 끝에 접착성 빨판이 있으며, 이 녀석들은 기어오르기를 꽤나 잘한다. 꼬리의 길이는 몸과 비슷하다. 끊어진 꼬리는 다시 재생되지만, 원래보다 두 배는 두꺼워진다. 비늘은 다소 자잘하며 결절이 없는데, 유럽에 서식하는 다른 도마뱀붙이들과 공유하는 특징이다. 색깔은 꽤나 다양해서, 황갈색에서 회갈색 바탕에 노란색 무늬를 띄며, 때로는 줄무늬가 가로지르기도 한다. 유럽잎가락은 다른 도마뱀붙이류처럼 색깔을 바꿀 수 있으며, 더울 때는 창백해지고 추울때는 짙어진다.

## 분포와 서식지
이 도마뱀붙이류는 코르시카, 사르데냐 등등의 지중해의 수많은 섬들, 특히 튀니지 앞바다의 섬들에서 발견되며, 프랑스 남부 해안가 근처의 몇 군데, 북부 이탈리아 토스카나주 해안가 근처의 몇 군데에서도 발견된다. 주로 섬에서 발견되는 것은 최근에 분포 영역이 줄어들었기 때문일지도 모른다. 이 도마뱀은 눈에 잘 띄지 않으며 주로 야행성이고 바위, 벽, 벼랑 따위, 특히 화강암에서 발견된다. 건물에서는 자주 발견되지 않지만, 잔해나 나무줄기에서 때때로 발견되기도 한다. 보통은 고도가 낮은 지역에 서식하지만, 날이 따뜻해지면 고도 1,500 m까지의 지역에서 발견된다. 낮에는 보통 바위더미 뒤, 틈새에 숨으며, 모여숨기도 해서 평방미터당 200마리까지 발견되기도 한다.

## 번식
겨울에는 동면하며 봄에 날씨가 따뜻해지면 깨어난다. 짝짓기는 꽤나 정신 사납게 이루어지며, 상대방한테 꼬리가 물려서 떨어지기도 한다. 보통 한 번에 두 개의 알을, 바위 틈새에 낳는다. 8 -13주 이후에 부화하며, 막 부화한 유체는 3 cm에 달한다. 2 - 3년 후에 성숙하며, 12년까지 살 수 있다.

## 습성
유럽잎가락은 굉장히 민첩하며 상당한 거리를 뛰어넘을 수 있다. 곤충 따위의 작은 무척추동물을 먹으며 먹이를 곧잘 뒤쫓는데, 도약해서 덮치기 직전까지는 굉장히 천천히 접근한다. 낮에는 바위 위에서 햇빛을 쬐는데, 바위 위에서는 위장이 잘 된다. 유럽잎가락은 새와 뱀의 먹이가 된다.
이파리 모양의 발(:en:Gecko feet)은 밑부분부터 빨판이 난 발보다 먼지가 묻은 표면에 매달리는 데 더 적합하다. 지라길리아(en:Giraglia)의 작은 섬에서, 침입종 벽도마뱀붙이는 콘크리트 구조물에 정착했지만, 유럽잎가락이 서식하는 섬의 나머지 지역에서는 살아갈 수 없는데, 먼지가 많은 환경이기 때문이다. 유럽잎가락의 발가락 끝에 난 빨판은, 빨판에 먼지가 묻을 때 옆으로 들어올려서 발톱으로 기어오를 수 있지만, 발가락 밑부분까지 빨판이 난 벽도마뱀붙이에게는 불가능하다.

## 참고 문서
- 이탈리아의 파충류의 목록(영어판)